# Wooded Island
Wooded Island is een onbewoond eiland in de Canadese provincie Newfoundland en Labrador. Het ligt voor de noordwestkust van het eiland Newfoundland.

## Geografie
Wooded Island ligt in St. Margaret Bay, een baai aan de westkust van het Great Northern Peninsula van Newfoundland. Het is met een oppervlakte van 15 hectare het grootste eiland van die baai en ligt in het noorden ervan, op zo'n 500 meter voor de kust van het Dog Peninsula. Iets minder dan 300 meter ten westen van het eiland liggen de Green Islands, een archipel van vier kleine eilandjes.
Wooded Island is, zoals de naam impliceert, volledig bebost. Dit in tegenstelling tot de vlakbij gelegen Green Islands, waar de begroeiing uitsluitend uit grassen bestaat.